# Южноиндийский мусанг
Южноиндийский мусанг, или бурый страннохвост (лат. Paradoxurus jerdoni) — вид млекопитающих из семейства виверровых, обитающий на юге Индии в Западных Гхатах.
Видовое название дано в честь английского зоолога Томаса Джердона (1811—1872).

## Описание
Южноиндийский мусанг достигает длины от 43 до 62 см, при длине хвоста от 38 до 53 см. Вес тела составляет от 3,6 до 4,3 кг. Окрас шерсти однотонный коричневый, причём область головы, затылка и плеч, а также ноги и хвост окрашены немного темнее. Коричневая окраска относительно изменчивая от бледного песочно-коричневого и светло-коричневого оттенка до очень тёмного коричневого цвета, иногда шерсть частично серого цвета. Вершина хвоста может быть белой или желтоватой.
В отличие от мусанга (Paradoxurus hermaphroditus) не имеет рисунок на теле или на морде. При той же длине тела, что и у мусанга, хвост у южноиндийского мусанга длиннее и более гладкий. Также, как и у шри-ланкского мусанга (Paradoxurus zeylonensis) волосы на затылке растут в направлении от плеч к голове.

## Распространение
Область распространения вида ограничена Южной Индией, где он обитает в Западных Гхатах. Точная область распространения не известна, так как животные активны, прежде всего, ночью и живут на деревьях. Животные обитают, как правило, на высоте более 1000 м, хотя имеются наблюдения и на высоте примерно 700 м над уровнем моря.

## Образ жизни
Животные активны ночью и живут, прежде всего, в вечнозелёных и влажных лесах, частично также на плантациях кофе, где держатся, прежде всего, на деревьях. Встречаются как в нетронутых лесах, так и на лесных островках посреди чайных плантаций и вблизи от человеческого жилья. Ареал вида перекрывается в сухих лесистых областях с ареалом мусанга, в то время как во влажных джунглях обитает южноиндийский мусанг, мусанг обитает в окружающих засушливых областях.

## Питание
Питается, прежде всего, плодами, причём известно примерно 40 различных кормовых растений. Кроме того, он охотится на мелких птиц, млекопитающих и насекомых.